# Cryptopapillaria fuscescens
Cryptopapillaria fuscescens là một loài Rêu trong họ Meteoriaceae. Loài này được (Hook.) M. Menzel miêu tả khoa học đầu tiên năm 1992.